# Důl Michal
Důl Michal je název již nečinného černouhelného dolu, který se nachází v Michálkovicích (část Ostravy). Od roku 1946 nesl tento důl název Petr Cingr a po ukončení těžby a vzniku Průmyslového muzea v areálu dolu se přešlo zpět k původnímu názvu Michal. Důl je národní kulturní památka. Důl je přístupný veřejnosti a jeho správu zajišťuje Národní památkový ústav.

## Historie
V roce 1843 byly na území Michálkovic hloubeny první dvě jámy pro těžbu černého uhlí. Jedna z těchto jam, do té doby nazývaná Michálkovická jáma č. 3, byla v roce 1850 nazvána Michael podle významného báňského odborníka, guberniálního rady Michaela Layera. V roce 1856 koupila důl Michael Severní dráha císaře Ferdinanda a ve vlastnictví této společnosti zůstal důl až do znárodnění v roce 1945. Ta také postavila a v roce 1862 z Přívozu do Michálkovic zprovoznila tzv. Báňskou dráhu, která umožnila expedici uhlí po železnici.
Jáma určená k těžení dosahovala hloubky 161,2 m v roce 1863, byla v dřevěné výztuži o rozměru 2 × 3 m. K odvodnění sloužilo parní důlní tahadlové čerpadlo s výkonem 16 HP. K těžení sloužil parní těžní stroj s ležatým válcem o výkonu 30 HP. Těžba probíhala v jakloveckých vrstvách. V roce 1871 při rekonstrukci těžní jámy došlo k jejímu zborcení a do vzniklého kráteru se sesula jámová budova, strojovna a část kotelny.
V roce 1874 byl do strojovny osazen parní dvouválcový ležatý těžní stroj s kónickými bubny o výkonu 120 HP (z roku 1873). Parní stroj dodaly Strojírny knížete Salma v Blansku. Těžní jáma byla rozdělena cihlovou příčkou do hloubky 128 m na dvě části. První sloužila jako těžní a druhá jako větrní, vodotěžní a lézní. Pro odvod větrů byl instalován ventilátor Guibal (1874) o průměru 7 m, šířce 2 m, výkon 500 m³/minutu, poháněný parním strojem o výkonu 25 HP. Pro čerpání vody sloužilo parní tahadlové přímo účinné čerpadlo s katarovým rozvodem o výkonu 100 HP z roku 1874 (Salmovy strojírny v Blansku).
V roce 1882 byla na jámu Michal (hloubka jámy 243,5 m ) převedena těžba z jámy Ferdinand, který se stal pomocným dolem.
V roce 1898 byla jáma Michal hluboká 397,8 m, celý její průřez již sloužil pro vedení úvodních větrů, ventilátor Guiba a tahadlové čerpadlo už nebyly v provozu.
V roce 1907 bylo zavedeno strojní vrtání při ražbě chodeb a brázdící stroje šramačky.
Současný vzhled areálu dolu pochází z let 1912–1915, kdy byl důl zásadně přestavěn podle projektu architekta Františka Fialy. Zároveň byl parní pohon důlních strojů nahrazen elektrickým pohonem. Nově vybudovaná strojovna byla rozdělena na dvě části – oddělení těžních strojů a kompresorovnu. Oddělení těžních strojů bylo vybaveno dvěma elektrickými těžními stroji o výkonu 2 480 HP (s elektrickou výzbrojí Siemens-Schuckert Wien a mechanickou částí Vítkovické železárny). V kompresorovně byl umístěn dvojitý rotační měnič Ward-Leonard-Illgner na jedné hřídeli. Dále zde byl instalován elektrický pístový kompresor EPK 6 ( asynchronní motor Siemens-Schuckert, mechanická část: Spojené strojírny Smíchov) a dva turbokompresory Jaeger. V roce 1941 byl jeden turbokompresor nahrazen výkonnějším turbokompresorem ETK 30 se synchronním motorem (výrobce: Českomoravské závody Brown-Boveri , akc. spol. Praha) a turbínou (1. Brněnská strojírenská společnost v Brně) s výkonem 30 000 m³/hodinu, výstupní tlak 0,6 MPa, 4 600 ot./min. V roce 1929 byl instalován druhý pístový kompresor Škoda, vyrobený v licenci Siemens-Schuckert, a dán do provozu v roce 1932.
Na důl Michal byla v roce 1913 převedena veškerá těžba z dolu Petr a Pavel v Michálkovicích a v roce 1916 z dolů Jan a Josef ve Slezské Ostravě, jejich důlní pole byla sloučena s důlním polem dolu Michal, které zvětšilo rozlohu na 411 ha 41 a 51,4 m² (tj. 84 jednoduchých důlních měr a 12 přebytků). Od roku 1925 byl na dole Michal soustředěn sjezd mužstva z pomocných dolů.
Po znárodnění se v roce 1946 důl stal součástí Ostravsko-karvinských kamenouhelných dolů Ostrava (pozdější OKD) a název dolu se změnil počeštělého názvu Michal na Důl Petr Cingr (podle sociálně demokratického poslance rakouského říšského sněmu). V roce 1966 byl důl začleněn pod Důl Rudý říjen v Heřmanicích.
Po ukončení těžby v roce 1994 byl areál darován Ministerstvu kultury, které zde zřídilo Průmyslové muzeum. To bylo v roce 2000 zrušeno a areál převzal NPÚ, územní odborné pracoviště v Ostravě, které zde instalovalo expozici tzv. posledního pracovního dne. Od tohoto roku je Důl Michal přístupný veřejnosti.
V roce 2013 byl opraven nátěr těžní věže na barvu černo-šedou. Původní nátěrové vrstvy (zvláště suříkové nátěry) byly odstraněny otryskáním.

## Prohlídková trasa
| Rok  | Počet návštěvníků |
| ---- | ----------------- |
| 2015 | 12 410            |
| 2016 | 12 645            |
| 2017 | 12 528            |

Prohlídková trasa zahrnuje známkovnu, řetízkovou šatnu a koupelnu mužstva, administrativní budovu s expozicemi: první pomoci, kanceláří měřičů a geologů, dispečink, výdejnu svačin, výdejnu prádla, cechovnu a lampovnu. Spojovacím mostem z lampovny se přechází do těžní budovy , následně do strojovny a na závěr do kotelny.